# Magny-Lambert
Magny-Lambert település Franciaországban, Côte-d’Or megyében. Lakosainak száma 85 fő (2022. január 1.). Magny-Lambert Semond, Ampilly-les-Bordes, Chaume-lès-Baigneux, Jours-lès-Baigneux, Quemigny-sur-Seine, Saint-Marc-sur-Seine, Villaines-en-Duesmois, Bellenod-sur-Seine és Fontaines-en-Duesmois községekkel határos.

## Népesség
A település népességének változása:
| Lakosok száma | 123  | 98   | 105  | 90   | 93   | 87   | 86   | 83   | 81   | 85   |
|               | 1968 | 1982 | 1990 | 2006 | 2013 | 2015 | 2017 | 2019 | 2020 | 2022 |